# 1752 van Herk
Az 1752 van Herk (ideiglenes jelöléssel 1930 OK) a Naprendszer kisbolygóövében található aszteroida. Hendrik van Gent fedezte fel 1930. július 22-én, Johannesburgban.